# لویزا نوسکووا
لویزا نوسکووا (روسی: Луиза Николаевна Носкова؛ زادهٔ ۷ ژوئیهٔ ۱۹۶۸) ورزشکار دوگانه اهل روسیه بود.